# Viktoria Schwarz
Viktoria Schwarz, född den 2 juli 1985, är en österrikisk kanotist.
Hon tog bland annat VM-guld i K-2 500 meter i samband med sprintvärldsmästerskapen i kanotsport 2011 i Szeged.